# Myopalladine
La myopalladine est une protéine musculaire. Son gène est le MYPN situé sur le chromosome 10 humain.

## Structure et rôles
Son poids moléculaire est de 145 Kdaltons. Elle se lie à la nebuline ainsi qu'à l'actine au niveau de la ligne Z du sarcomère. Elle jouerait ainsi un rôle dans l'assemblage du sarcomère, en particulier dans le placement de la nébuline.

## En médecine
La mutation du gène MYPN peut entraîner une cardiomyopathie dilatée, hypertrophique ou restrictive.